# Joan Rafart i Roldán
Joan Rafart i Roldán   (Barcelona, 22 de novembre de 1928 - Barcelona, 13 d'octubre de 1997) és el nom de l'autor de còmics conegut amb el pseudònim monònim de Raf, també va utilitzar altres pseudònims menys coneguts com a Dino o Roldán. Se'l considera pertanyent a la segona generació de l'Escola Bruguera, juntament amb autors como Figueras, Gin, Ibáñez, Nadal, Segura, Martz Schmidt o Vázquez.

## Formació
De formació autodidàctica, tenia una capacitat innata pel dibuix. De fet, el gran il·lustrador Junceda ja li va predir un futur brillant com a dibuixant quan tenia sis o set anys. Raf el nomena com a influència de joventut.

## Obra i personatges

### Inicis professionals (1952-1957)
En els seus inicis compaginava la feina en una fàbrica de tints, propietat del seu oncle, amb la col·laboració a La Risa d'Editorial Marco amb les següents sèries:
- La vida aborregada de Gumersindo Borrego (1952)
- Loquito Tontuelo (1953)[5]
- Levy Berzotas (amb alguns guions de Carles Bech,[5] 1953)
- Sherlock Gómez (amb Ripoll G.,[5] 1953)

En aquesta editorial va fer amistat amb Franciso Ibáñez
Posteriorment per la mateixa revista va dibuixar:
- Hogar, dulce hogar (amb guió de Carles Bech, 1958)
- Laurín y sus papás (1958)
- Mr. Cha-cha-cha, Director de Cine (amb guió de Carles Bech, 1958)
- Cantinflas (amb guió de Carles Bech, 1958)

Ja casat i amb una filla va deixar la seva feina de comptable per consagrar-se al món dels còmics, en la sèrie d'aventures El Zorro, el 1956, amb guió de Juan Llarch.
En aquesta època treballa també per Ediciones Cliper en les seves revistes Florita (per a la qual crea Desventuras de la bruja Traganiños), Futuro (on apareix la divertida Barrilete y Larguiracio, pioneros del espacio), Yumbo (amb sèries protagonitades per animals antropomòrfics) i, substituint a Martz Schmidt, a Pinocho (on crea Conchito Barbarroja, pirata de mala pata). Se sentia llavors "bastant acomplexat per la qualitat de l'artista a qui substituïa".
Altres revistes van començar a interessar-se també per la seva obra, com a Paseo Infantil (on va crear al personatge de Don Jerónimo) i TBO, signant els seus treballs com Roldán.
Aviat abandona l'estil realista als seus treballs i es concentra en el seu estil més humorístic.
Els seus treballs més coneguts són els que realitza per a l'Editorial Bruguera a partir de 1957, fitxant en exclusiva el 1958. Debuta, juntament amb Ibáñez a la contraportada de DDT nº 334 (10 d'octubre de 1957) amb un acudit cadascun. Entre 1957 i 1959 col·labora en diverses revistes d'aquesta editorial, com El DDT, Pulgarcito i Tio Vivo, a les quals aporta, d'entre altres, les següents sèries:
- Rebrútez (1957)
- Campeonio (1957)
- Doña Lío Portapartes, señora con malas artes (1958)
- Don Pelmazo Bla, bla, bla... y las mil latas que da (1959)

En aquesta època les seves creacions no acaben d'obtenir suficient acceptació ni popularitat. Els personatges no resulten prou atractius per al lector. Campeonio ocupa un lloc minúscul a DDT; Doña Lío conté una càrrega massa negativa i té un aspecte excessivament lleig.
El 1959 Raf deixa Bruguera i realitza treballs per a agències internacionals, que es publiquen en diversos països d'Europa i d'Hispanoamèrica. Molts dels personatges que va crear durant aquesta etapa, sobretot per a l'editorial anglesa Fleetway, van ser publicats en diverses revistes de Bruguera (on va tornar el 1966), com és el cas de Cosmopolito R-Z-4 o Otto Chuffen, i per Cavall Fort. També en aquesta època va realitzar diverses sèries de temàtica eròtica per a la revista xilena El Pingüino.
Va crear Les aventures d'en Jordi per la nova revista L'Infantil (Tretzevents) publicada serialitzada als primers quaranta números des de gener de 1963.
També va col·laborar a les revistes Matarratos y Aquí Marilin, de l'editorial Ibero mundial de Ediciones, on crea el personatge Gustavete (1963).
El 1965 torna a publicar a TBO com Roldán creant a Don Jerónimo, jefe de cocina.
El 1966 col·labora dibuixant algun story-board pel llargmetratge de dibuixos animats El mago de los sueños, experiència que repetirà als anys vuitanta i noranta.

## Retorn a Bruguera (1968-1985)
A finals dels seixanta, torna a col·laborar a les revistes de Bruguera després d'arribar a un acord per tenir llibertat per desenvolupar el seu estil. Ressuscita amb aspectes renovats a Campeonio, Doña Lío i Don Pelmazo i crea nous personatges entre els quals destaquen:
- Doña Tecla Bisturín, enfermera de postín (1968)
- Flash, el fotógrafo (1969)
- Manolón, conductor de camión (1969)

En aquesta època, el seu personatge més destacat és sens dubte Sir Tim O'Theo (1970), historieta que parodia tant la novel·la policíaca com les rareses del caràcter britànic. És el treball més reeixit i recordat de Raf. Algunes de les historietes de Sir Tim O'Theo dibuixades per Raf (i el seu equip) amb guió propi, de l'escriptor català Andreu Martín o de l'anglès Ron Clark, que se'ls enviava en anglès, essent Jordi Bayona un dels inductors a la creació de la sèrie.
També d'aquesta època són les seves portades a color per a moltes de les revistes de Bruguera, sobretot les de caràcter especial: Super Din Dan, Super Tío Vivo, Super DDT o Bruguelandia. Són portades abarrotades de personatges anònims en la línia dels retaules d'Opisso o Blanco per al TBO.
Reeixides i originals són les seves històries d'auques còmiques publicades sobretot a Mortadelo especial, que acabarien originant la creació de Las corrosivas fábulas de Esopo Latontaine, una de les seves creacions més personals. En aquesta col·lecció també hi feia la major part de les portades.
A partir de 1975 va orientar el seu treball cap a les revistes satíriques per a adults com El Jueves amb el pseudònim de Dino, per tal de desvincular-se dels treballs anteriors, que tenien una orientació més infantil o juvenil. Si Bruguera trucava a El Jueves, els havia d'atendre el dibuixant Rafael Vaquer. Se suposava que Dinio era ell, segons explicava ell mateix. El subterfugi de fer servir un pseudònim ja l'havia utilitzat quan col·laborava de manera simultània per Bruguera i per TBO, en aquest últim cas signant com a Roldán.

## Després de Bruguera (1986-1997)
A partir de l'any 1986, a través d'Ibáñez, col·labora amb la revista Guai! amb la sèrie Mirlowe y Violeta, també paròdia de novel·les policíaques, i amb la secció Nuestra estrela inVIPtada on continua fent auques humorístiques convinant-ho amb caricatures dels famosos que la protagonitzen.
També col·labora per a la revista TBO amb la secció Tele TBO amb guió propi o de Jaume Ribera i posteriorment amb el personatge de Florofo. Per a la revista d'historietes de terror Creepy crea la sèrie paròdica Zomby y el gato, amb guions d'Antoni Guiral. En aquesta època s'inicien també els seus treballs per als setmanaris satírics El Jueves i Puta Mili, bàsicament amb les sèrie La fragata capadora i Coñas marineras, orientades a un públic adult.
Amb la caiguda de l'editorial Bruguera, Raf treballà per a estudis d'animació, realitzant els storyboards de les sèries Els Fruittis, La Cobi Troupe i la segona part de D'Artacan.
El 1992 va rebre el Gran Premi del Saló del Còmic de Barcelona, pel conjunt de la seva obra.
En els últims anys de la seva carrera, va quedar una mica relegat. El seu temperament tranquil i afable amagava l'afany d'anar variant sempre de publicacions, el que en certa instant, quan el còmic va disputar el seu espai amb altres formes d'entreteniment, va ser inoportú. Com a ajudant d'altres dibuixants, no va funcionar doncs li resultava impossible que no es veiés la seva mà.
Tot i això va continuar col·laborant amb revistes d'historieta fins a la seva mort, el 13 d'octubre de 1997 per una complicació cardíaca.

## Estil
El llibre biogràfic de Jordi Canyissà, Raf el 'gentleman' de Bruguera (Amaníaco Ediciones, 2015), explica que, encara que va ser un autor insigne de Bruguera, difícilment se'l pot classificar en l'anomenat estil Bruguera. De fet, per Raf i altres professionals, l'estil Bruguera no va ser sinó l'intent editorial d'homogeneïtzar la creativitat dels seus autors, de "brugueritzar" les seves capçaleres, cosa a la qual el dibuixant sempre es va resistir sense escarafalls.
El llibre explica amb alegria perquè era un gran dibuixant. La composició de la vinyeta, l'ús inusual de la perspectiva, el lleuger contrapicat, un traç menys arrodonit del que és habitual, el gust pel detall que crea un segon pla, l'ús versàtil de la tècnica, la velocitat i la seguretat d'execució, la importància reconeguda del guió, l'elegància de l'estil, l'aroma i la tendresa gràfics, la renovació visual general de la historieta, tot això s'explica de manera significativa. El 1966, el dibuix de Raf era esplèndid, segons diu Canyissà.
En una entrevista al 1968, quan s'entintava a ell mateix, explicava que el dibuixava primer a llapis, però d'una forma que només entenia ell i, sovint, el que resultava una vegada passat a tinta no s'assemblava gens al que havia esbossat. Als darrers anys de Bruguera, com l'editorial volia augmentar la producció les pàgines les entintaven nois en nòmina de l'editorial, als que li donaven una pàgina a cadascú. En èpoques en que entintava ell mateix, aquest era mixt: quan anava a color solia utilitzar el bolígraf negre pels fons, tot i que el bolígraf quedès una mica desdibuixat. Si no anava en blanc i negre, utilitzava el retolador. Per la figura, gairebé sempre, amb plomí.
Ibáñez li va explicar a Canyissà que Vázquez i ells sempre es llençaven a probar les novetats, per exemple quan va sortir el rotulador van trigar molt poc en experimientar les seves possibilitats.
Els seus personatges estaven dotats d'una gran vitalitat i d'una personalitat gràfica inconfusible, i les seves historietes destil·laven un dinamisme que va renovar l'Escola Bruguera.

## Defensa de l'autoria
Mentre realitzava el llibre Raf el 'gentleman' de Bruguera, Canyissà li va portar pàgines de Raf a Nadal i aquest en va treure més. Estaven mirant-les quan va descobrir la firma de Raf que va fer a Anglaterra, el que estava prohibidíssim en aquella època. Raf defensava molt la seva obra, la seva qualitat, i a més era molt honrat, per això signava Raf i equip en les historietes realitzades amb la col·laboració d'altres autors o ajudants.